# Горчаки
Горчаки́ (лат. Rhodeus) — род лучепёрых рыб семейства карповых (Cyprinidae) — небольшие пресноводные рыбки.

## Описание
Предпочитают водоёмы со стоячей или слаботекущей водой. Питаются, в основном, растительной пищей: нитчаткой, водорослями (диатомеями), от которых, вероятно, мясо их и получило горьковатый вкус. По-видимому, этот вкус и дал рыбе имя «горчак».
Ко времени нереста у самок вырастает довольно длинный яйцеклад, и с его помощью они откладывают икру внутрь раковины живых двустворчатых моллюсков — перловиц (Unio) или беззубок (Anodonta). Каждому виду требуются моллюски определённых видов. Самец в брачный период выбирает группу моллюсков и охраняет их от самцов-конкурентов. Плодовитость у горчака небольшая, 220—280 икринок. Самка с помощью яйцеклада откладывает икринки в приоткрытую раковину моллюска до 5 икринок за один раз. Потревоженный моллюск захлопывает раковину, а затем, почувствовав посторонние предметы, старается удалить их, прокачивая через себя большое количество воды. В этот момент самец выпускает молоки, и происходит оплодотворение.
Одновременно с нерестом рыб у этих моллюсков развиваются глохидии — им для развития требуются соответствующие виды горчаков. Благодаря горчакам моллюски расселяются по всему водоёму.

## Список видов
- Rhodeus amarus  (Bloch, 1782)
- Rhodeus amurensis  (Vronsky, 1967)
- Rhodeus atremius  (Jordan and Thompson, 1914)
- Rhodeus colchicus  Bogutskaya and Komlev, 2001
- Rhodeus fangi  (Miao, 1934)
- Rhodeus haradai  Arai, Suzuki and Shen, 1990
- Rhodeus laoensis  Kottelat, Doi and [[Musikasinthorn in Kottelat]], 1998
- Горчак Лайта Rhodeus lighti  (Wu, 1931), син. Pseudoperilampus lighti[1]
- Глазчатый горчак (Rhodeus ocellatus  (Kner, 1866))
- Rhodeus pseudosericeus  Arai, Jeon and Ueda, 2001
- Rhodeus rheinardti  (Tirant, 1883)
- Rhodeus sciosemus  (Jordan and Thompson, 1914)
- Обыкновенный горчак, горчак, Амурский горчак (Rhodeus sericeus  (Pallas, 1776))
- Rhodeus sinensis  Günther, 1868
- Rhodeus smithii  (Regan, 1908)
- Rhodeus spinalis  Oshima, 1926
- Rhodeus suigensis  (Mori, 1935)
- Rhodeus uyekii  (Mori, 1935)